# Algiers
Algiers (tiếng Ả Rập: الجزائر, al-Jazā'er; phát âm tiếng tiếng Ả Rập Algérie: دزاير Dzayer, ngữ tộc Berber: Dzayer tamaneɣt, tiếng Pháp: Alger) là thủ đô và thành phố lớn nhất của Algérie. Năm 2011, dân số thành phố được ước tính là khoảng 3.500.000. Một ước tính cho rằng dân số của vùng đô thị Algiers rộng hơn là 5.000.000 người. Algiers nằm bên Địa Trung Hải, ở miền bắc Algérie.
Đôi khi được gọi là El-Behdja (البهجة) hay Alger la Blanche ("Algiers Trắng") do những tòa nhà trắng phản chiếu ảnh sáng. Phần thành phố mới được xây dựng bên bờ biển ở nơi chỉ cao ngang mặt nước; khu phố cổ, nằm trên đồi dốc phía sau khu phố hiện đại, cao 122 mét (400 ft) trên mặt biển.

## Tên
Cái tên "Algiers" bắt người cái tên tiếng Ả Rập الجزائر al-Jazā'ir, dịch ra nghĩa là "những hòn đảo", chỉ bốn hòn đảo từng nằm gần bờ biển thành phố trước khi trở thành đất liền năm 1525. Al-Jazā'ir chính nó là dạng thu gọn của جزائر بني مزغانة Jaza'ir Bani Mazghana, "những hòn đảo của những con trai Mazghana", cái tên từng được dùng bởi những nhà địa lý thời Trung Cổ như al-Idrisi và Yaqut al-Hamawi.

## Khí hậu
Algiers có khí hậu Địa Trung Hải (phân loại khí hậu Köppen Csa). Lượng mưa trung bình hàng năm là khoảng 600 mm.
| Dữ liệu khí hậu của Algiers                | Dữ liệu khí hậu của Algiers | Dữ liệu khí hậu của Algiers | Dữ liệu khí hậu của Algiers | Dữ liệu khí hậu của Algiers | Dữ liệu khí hậu của Algiers | Dữ liệu khí hậu của Algiers | Dữ liệu khí hậu của Algiers | Dữ liệu khí hậu của Algiers | Dữ liệu khí hậu của Algiers | Dữ liệu khí hậu của Algiers | Dữ liệu khí hậu của Algiers | Dữ liệu khí hậu của Algiers | Dữ liệu khí hậu của Algiers |
| Tháng                                      | 1                           | 2                           | 3                           | 4                           | 5                           | 6                           | 7                           | 8                           | 9                           | 10                          | 11                          | 12                          | Năm                         |
| ------------------------------------------ | --------------------------- | --------------------------- | --------------------------- | --------------------------- | --------------------------- | --------------------------- | --------------------------- | --------------------------- | --------------------------- | --------------------------- | --------------------------- | --------------------------- | --------------------------- |
| Cao kỉ lục °C (°F)                         | 27.6 (81.7)                 | 31.4 (88.5)                 | 36.3 (97.3)                 | 36.5 (97.7)                 | 41.1 (106.0)                | 44.6 (112.3)                | 45.2 (113.4)                | 47.5 (117.5)                | 44.4 (111.9)                | 39.5 (103.1)                | 34.4 (93.9)                 | 30.4 (86.7)                 | 47.5 (117.5)                |
| Trung bình ngày tối đa °C (°F)             | 16.7 (62.1)                 | 17.4 (63.3)                 | 19.3 (66.7)                 | 20.9 (69.6)                 | 23.9 (75.0)                 | 28.2 (82.8)                 | 31.2 (88.2)                 | 32.2 (90.0)                 | 29.6 (85.3)                 | 25.9 (78.6)                 | 20.8 (69.4)                 | 17.9 (64.2)                 | 23.7 (74.7)                 |
| Trung bình ngày °C (°F)                    | 11.1 (52.0)                 | 11.7 (53.1)                 | 13.2 (55.8)                 | 14.9 (58.8)                 | 18.1 (64.6)                 | 22.2 (72.0)                 | 25.1 (77.2)                 | 26.0 (78.8)                 | 23.6 (74.5)                 | 20.1 (68.2)                 | 15.3 (59.5)                 | 12.6 (54.7)                 | 17.8 (64.0)                 |
| Tối thiểu trung bình ngày °C (°F)          | 5.5 (41.9)                  | 5.9 (42.6)                  | 7.1 (44.8)                  | 8.8 (47.8)                  | 12.3 (54.1)                 | 16.1 (61.0)                 | 18.9 (66.0)                 | 19.8 (67.6)                 | 17.6 (63.7)                 | 14.2 (57.6)                 | 9.8 (49.6)                  | 7.2 (45.0)                  | 11.9 (53.4)                 |
| Thấp kỉ lục °C (°F)                        | −3.3 (26.1)                 | −1.9 (28.6)                 | −1.0 (30.2)                 | −0.8 (30.6)                 | 2.6 (36.7)                  | 5.5 (41.9)                  | 9.0 (48.2)                  | 9.5 (49.1)                  | 8.2 (46.8)                  | 4.1 (39.4)                  | −0.1 (31.8)                 | −2.3 (27.9)                 | −3.3 (26.1)                 |
| Lượng Giáng thủy trung bình mm (inches)    | 81.4 (3.20)                 | 72.7 (2.86)                 | 55.0 (2.17)                 | 58.4 (2.30)                 | 41.9 (1.65)                 | 8.5 (0.33)                  | 4.5 (0.18)                  | 8.2 (0.32)                  | 28.3 (1.11)                 | 58.8 (2.31)                 | 89.6 (3.53)                 | 91.0 (3.58)                 | 598.3 (23.56)               |
| Số ngày giáng thủy trung bình (≥ 0.1 mm)   | 11.4                        | 10.6                        | 9.7                         | 9.1                         | 7.3                         | 2.5                         | 1.5                         | 2.5                         | 5.3                         | 8.6                         | 11.1                        | 12.1                        | 91.7                        |
| Độ ẩm tương đối trung bình (%)             | 71                          | 66                          | 65                          | 62                          | 66                          | 66                          | 67                          | 65                          | 68                          | 66                          | 68                          | 68                          | 67                          |
| Số giờ nắng trung bình tháng               | 139.5                       | 158.2                       | 207.7                       | 228.0                       | 300.7                       | 300.0                       | 353.4                       | 325.5                       | 267.0                       | 198.4                       | 153.0                       | 145.7                       | 2.777,1                     |
| Số giờ nắng trung bình ngày                | 4.5                         | 5.6                         | 6.7                         | 7.6                         | 9.7                         | 10.0                        | 11.4                        | 10.5                        | 8.9                         | 6.4                         | 5.1                         | 4.7                         | 7.6                         |
| Nguồn 1: Tổ chức Khí tượng Thế giới        |                             |                             |                             |                             |                             |                             |                             |                             |                             |                             |                             |                             |                             |
| Nguồn 2: Sách Khí tượng Ả Rập Meteo Climat |                             |                             |                             |                             |                             |                             |                             |                             |                             |                             |                             |                             |                             |

## Dân cư
Algiers có dân số chừng 3.335.418 (ước tính 2012).
53% dân cư nói tiếng Ả Rập, 44% nói một ngôn ngữ Berber nào đó, và 3% gốc nước ngoài.
- 1940 – 300.000 người sống ở Algiers.
- 1960 – 900.000 người sống ở Algiers.
- 1963 – 600.000 người sống ở Algiers.